# Дзоньо
Дзо̀ньо (на италиански: Zogno; на ломбардски: Zogn, Дзон) е градче и община в Северна Италия, провинция Бергамо, регион Ломбардия. Разположено е на 334 m надморска височина. Населението на общината е 8883 души (към 2017 г.).